# Selena (film)
Pour les articles homonymes, voir Selena.
Pour plus de détails, voir Fiche technique et Distribution.

Selena est un film biographique américain qui raconte la vie de la chanteuse d'origine mexicaine Selena, assassinée le 31 mars 1995 à l'âge de 23 ans. C'est un film de Gregory Nava sorti en 1997.

## Synopsis
Ce film est un portrait de la chanteuse latine la plus populaire des années 1990, Selena Quintanilla-Perez, dont le talent fut découvert par son père à l'âge de 10 ans. Devenue n°1 du hit-parade aux États-Unis, elle invente le style Tejano. Selena retrace la vie de cette chanteuse, interprétée par Jennifer Lopez, à travers ses concerts incroyables, ses problèmes familiaux et son mariage secret avec son guitariste Chris Pérez jusqu'au jour de sa mort en 1995 à l'âge de 23 ans.

## Fiche technique
Sauf indication contraire, les informations mentionnées dans cette section peuvent être confirmées par la base de données cinématographiques IMDb,  présente dans la section « Liens externes ».
- Titre : Selena
- Réalisateur : Gregory Nava
- Scénario : Gregory Nava
- Photographie : Edward Lachman
- Montage : Nancy Richardson
- Musique : Dave Grusin
- Décors : Cary White
- Producteurs : Abraham Quintanilla, Moctesuma Esparza, Robert Katz
- Sociétés de production : Q Productions, Esparza/Katz Productions
- Sociétés de distribution : Warner Bros. (États-Unis)
- Pays d'origine :  États-Unis
- Langue : anglais, espagnol
- Date de sortie : 21 mars 1997

## Distribution
Légende : V. Q. = Version québécoise
- Jennifer Lopez (V. Q. : Christine Bellier) : Selena Quintanilla-Perez
- Edward James Olmos (V. Q. : Luis de Cespedes) : Abraham Quintanilla
- Jon Seda (V. Q. : Gilbert Lachance) : Chris Pérez
- Jackie Gerra (V. Q. : Johanne Léveillé) : Suzette Quintanilla
- Constance Marie (V. Q. : Hélène Mondoux) : Marcela Quintanilla
- Jacob Vargas (V. Q. : Joël Legendre) : Abie Quintanilla
- Alex Meneses (V. Q. : Isabelle Leyrolles) : Sara
- Lupe Ontiveros (V. Q. : Claudine Chatel) : Yolanda Saldivar
- Sal Lopez (V. Q. : Marco Ledezma) : Juan Luis
- Seidy Lopez : Debora
- Rueben Gonzales : Joe Ojeda
- Rebecca Lee Meza : Selena petite fille
- Rafael Tamayo : Abie, enfant
- Victoria Elena Flores : Suzette petite fille

## Bande originale du film
1. Disco Medley Pt.1 (I will survive/Funky Town) LIVE
2. Where did the feeling go?
3. Disco Medley Pt.2 (Last Dance, the Hustle, On the Radio) LIVE
4. Is it the beat?
5. Only love
6. Oldies Medley : (Blue Moon/We belong together)
7. Dreaming of you
8. A boy like that
9. I could fall in love
10. Cumbia Medley : (Como la flor/La carcacha/Bidi bidi bom bom/Baila esta cumbia)
11. Viviras (Selena)
12. One more time